# Domestication du feu

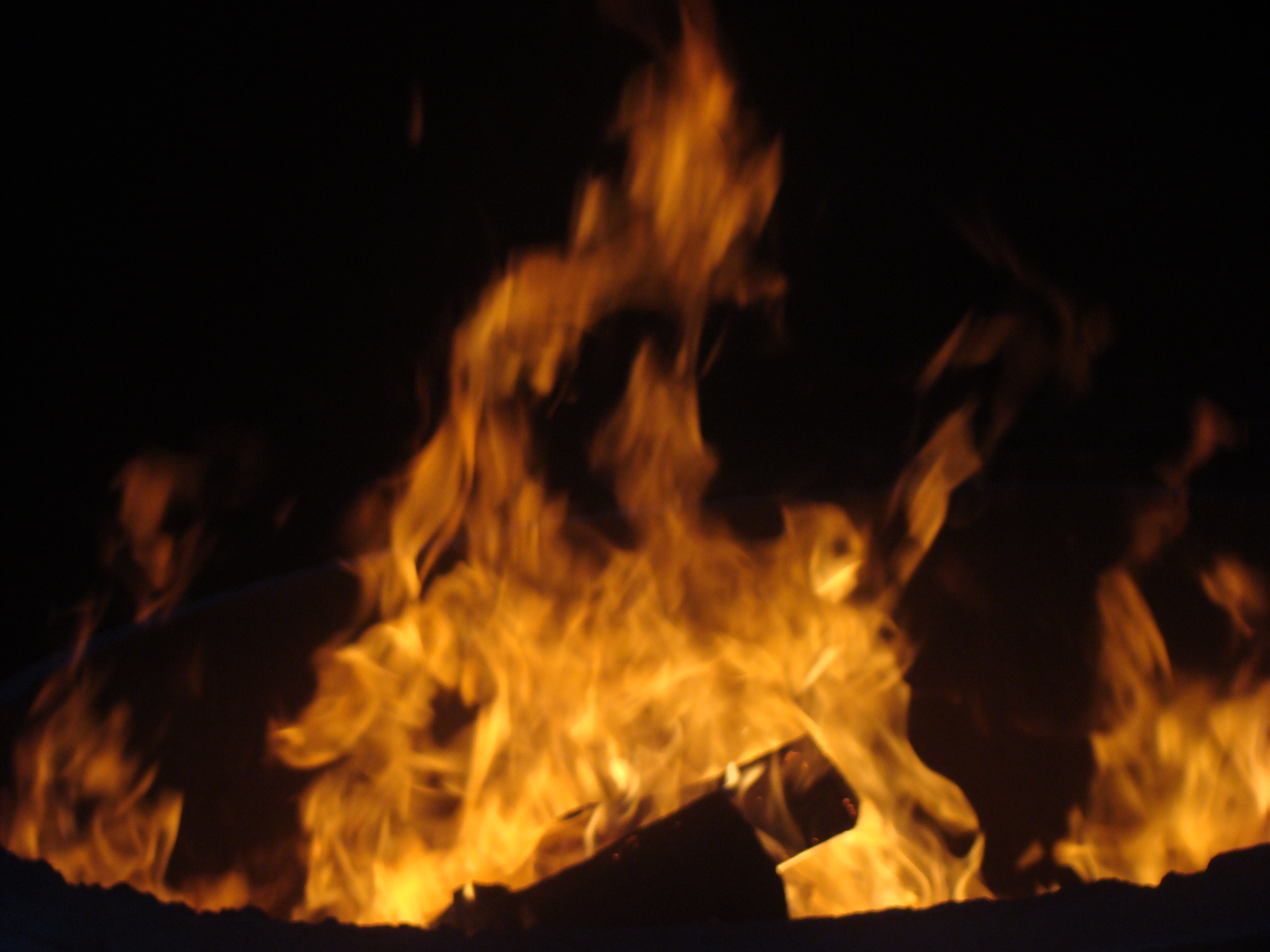
Feu de bois.

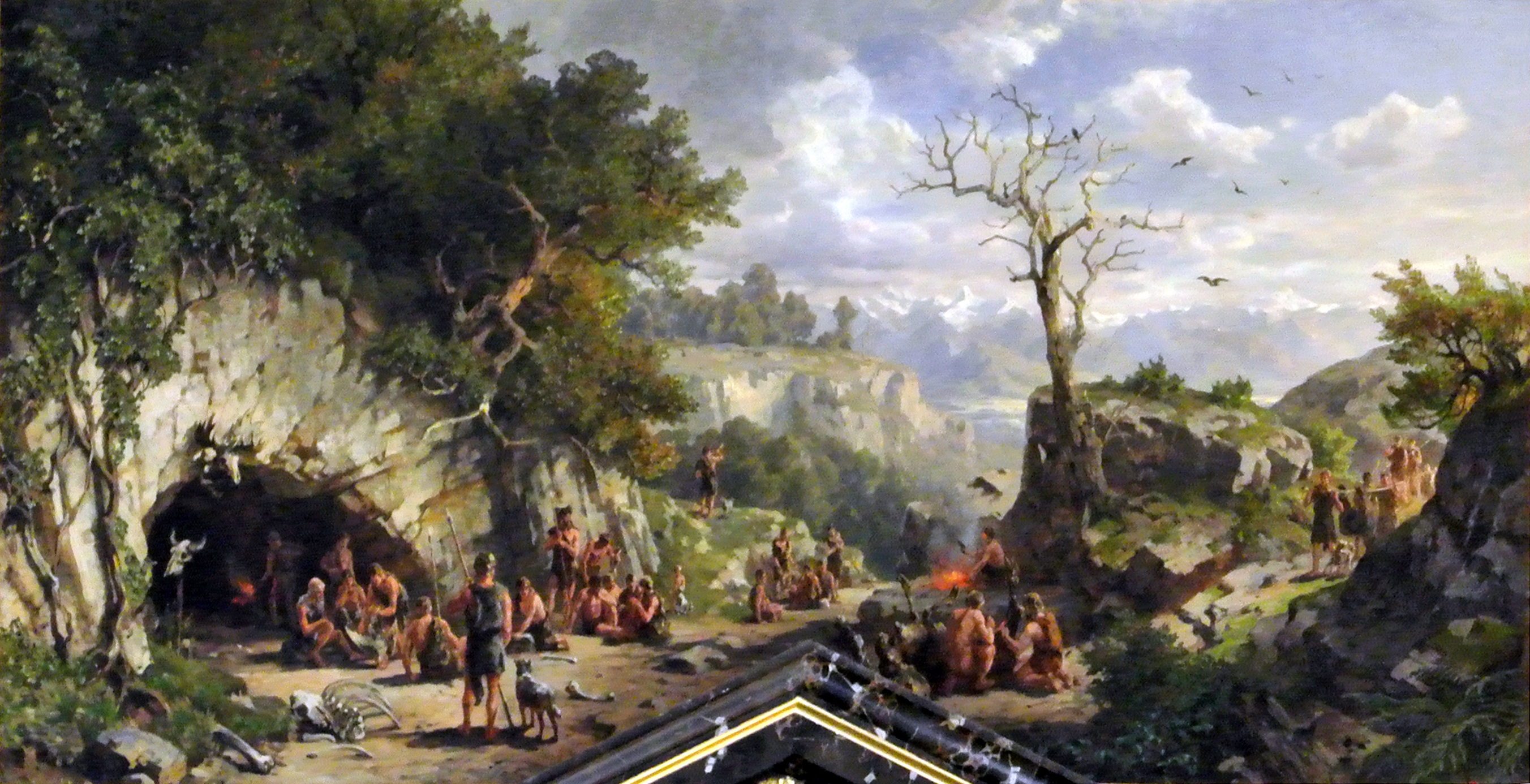
Activités humaines au Paléolithique sous le porche d'une grotte et à proximité. Le feu est entretenu en entrée de grotte mais aussi en plein air. Peinture d'Hugo Darnaut, 1885.

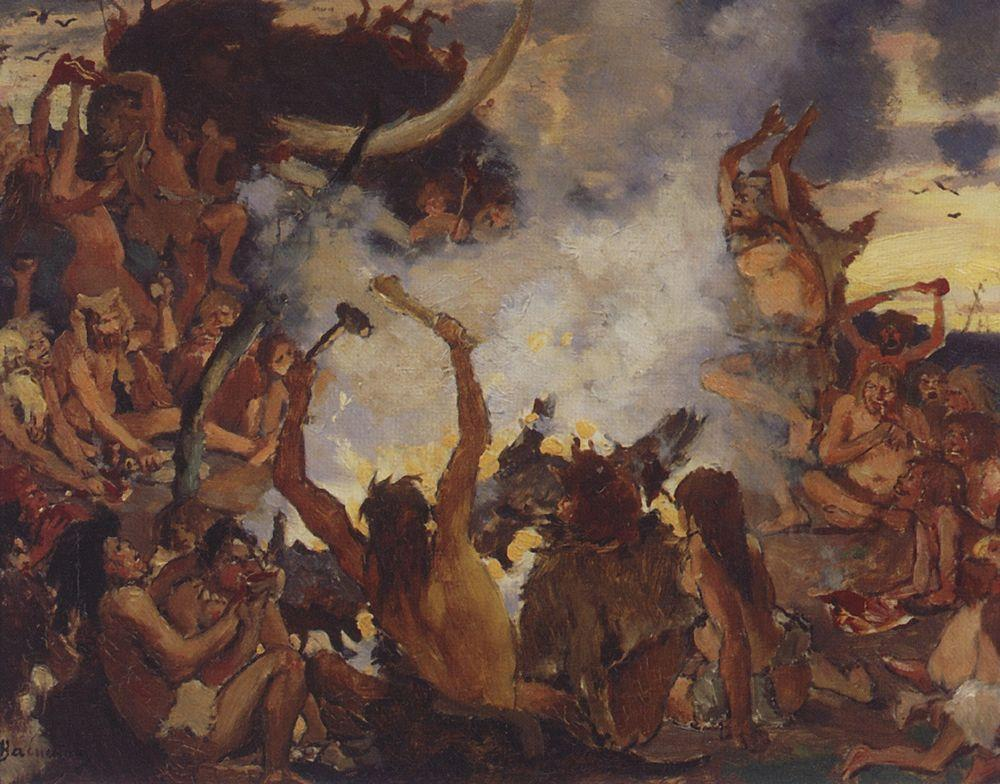
Fête autour d'un feu à l'Âge de la pierre. Peinture de Viktor Vasnetsov (détail), 1883.

La domestication du feu, attestée à partir d’environ 400 000 ans dans plusieurs régions du monde, est une étape majeure de l'évolution humaine. Bien qu'on pense d'abord au confort et à la sécurité que le feu apporte comme source de chaleur et lumière ou comme arme contre des prédateurs, son effet le plus important a été de permettre la cuisson de la nourriture, avec de nombreux effets. Les aliments sont prédigérés à l'aide de l'énergie du feu plutôt qu'avec celle contenue dans les aliments, la digestibilité des aliments est accrue, l'énergie perdue dans le processus de digestion est réduite, la plupart des parasites et agents pathogènes sont détruits, ainsi que des toxines existant dans certains végétaux crus, des aliments deviennent comestibles (alors qu'ils ne l'étaient pas) et de l'eau devient potable. Le système digestif peut ainsi fournir beaucoup plus d'énergie, permettant aux espèces humaines du Pléistocène moyen de soutenir la dernière étape de la croissance de leur cerveau, l'organe corporel le plus gourmand en énergie. Les aliments cuits, plus tendres, rendent possible une réduction de l'appareil masticateur (muscles moins puissants, modification de la mâchoire et des dents) et un sevrage plus précoce des nourrissons.
La maitrise du feu a en outre permis d'accroitre l'aire de répartition du genre homo vers des contrées plus froides, et des avancées techniques dans des domaines autre que l'alimentation. La domestication du feu précède la fin du Paléolithique inférieur et le passage vers le Paléolithique moyen (vers - 300 000). Il faudra encore longtemps avant l'utilisation du feu pour la cuisson de poterie ou la métallurgie.

## Origine
Il n'existe aucune archive de l'origine du feu, seulement des hypothèses. L'archéologie fournit des traces d'utilisation domestique du feu, mais pas du pourquoi ni de la façon dont il était obtenu dans les premiers temps. Au moment des premières traces de domestication du feu, le niveau technique des espèces du genre Homo (il y en a alors encore plusieurs, et non une seule comme aujourd'hui) est celui du Paléolithique inférieur. Les outils emmanchés (comme la hache ou la lance) sont maîtrisés, il y a peut-être déjà des rites funéraires et du langage, mais pas encore de vêtement. Les Homo connaissent le feu et l'utilisent même, ponctuellement, bien avant de le domestiquer (voir la section datation infra) : le processus conduisant d'une utilisation ponctuelle à une maîtrise s'étale sur des éons.
Les contes et mythologies sont très postérieurs à la domestication du feu, et ne peuvent être considérés comme une preuve de quoi que ce soit à ce sujet, mais il faut noter que le vol du feu est un thème récurrent : un groupe extérieur (non humain) dispose déjà du feu et un héros extraordinaire (animal, divin, etc.) le lui vole pour l'apporter au groupe humain qui raconte l'histoire. Dans l'acquisition du savoir technique de production et d'utilisation du feu, il n'est pas possible de faire la part du processus de diffusion et de celle de la réinvention indépendante à divers endroits et moments, mais la mythologie penche en faveur du premier mécanisme.
Les feux naturels allumés dans la brousse ou la forêt par la foudre ou les volcans sont une source de feu à laquelle on pense évidemment, et aussi un source de l'observation que ces phénomènes sont effrayants pour les animaux, qui les fuient, et qu'on y trouve parfois de la nourriture (déjà cuite) après le passage d'un incendie. Il faut cependant bien plus pour passer à la domestication : surmonter la douleur et la peur d'une brûlure (inévitable quand on ne maîtrise pas le feu), trouver une raison de garder des braises ou une branche en feu, apprendre à s'en servir pour quelque chose, l'inscrire durablement dans la palette des techniques usuelles,. Ils ont également probablement observé des feux issus de la combustion spontanée de méthane (marais) et de phosphine (feu follet) à l'air libre. En ramenant ces brandons sur leurs lieux de vie, ils auraient commencé à apprivoiser le feu, appris à le maintenir, à le ranimer à partir de braises ou de faibles escarbilles, et enfin à produire ces sources suffisante du feu ; appris aussi à ne pas trop se brûler et à ne pas trop craindre le feu, ce qui n'est pas le moins étonnant. Mais cela n'est que conjectures.

## Fonctions
La domestication du feu a avant tout permis de cuire la nourriture, puis de conserver la viande fumée, faisant ainsi reculer les parasitoses, favorisant la digestion des aliments et augmentant ainsi leur rendement métabolique, ce qui a ouvert la voie à l'augmentation du volume cérébral.
La cuisson augmente le rendement énergétique des aliments en les rendant plus tendres (ce qui réduit le temps de mastication nécessaire à leur décomposition) et plus faciles à assimiler (elle augmente la digestibilité de l'amidon de 12 à 35 % ; celle des protéines, de 45 à 78 %). Selon le paléoanthropologue Richard Wrangham, le traitement des aliments par la chaleur est un élément clé de l'évolution humaine. La cuisson joue en effet un rôle déterminant dans l'accroissement du cerveau. Elle assure les besoins accrus de la masse cérébrale qui consomme près de 20 % du métabolisme basal alors qu'elle ne représente que 2 % du poids du corps humain. Elle permet la réduction de l'appareil masticateur (dents et maxillaire) et du tube digestif, rendue possible par une amélioration de la digestibilité. De plus, la cuisson détoxifie certains aliments et favorise le sevrage précoce des nourrissons, ce qui permet aux mères d'avoir plus d'enfants.
Par ailleurs, le feu fournit une protection contre les prédateurs autour des campements au sol. Il éclaire, permettant aux humains de pénétrer dans les cavernes.
Sur le plan technique, le feu améliore la qualité des armes au Paléolithique moyen en permettant de durcir au feu la pointe des épieux, puis celle des outils en échauffant les matériaux lithiques (notamment le silex) pour faciliter leur débitage. En 2009, des chercheurs ont montré que le feu était utilisé pour fabriquer des outils de pierre il y a 72 000 ans en Afrique du Sud, dans le cadre de la culture lithique Stillbay. Le feu permettait en effet d'améliorer la fabrication des outils, car le traitement thermique des pierres avant leur taille permet d'en relâcher les contraintes internes.
Le feu prolonge le jour aux dépens de la nuit, ce qui permet l'extension de l'activité humaine durant le soir. Il est un facteur de convivialité et de socialisation le soir autour du foyer. L'anthropologue Polly Wiessner a évalué l'activité nocturne et diurne des Khoïsan du Kalahari et estimé que la majorité des conversations le jour portent sur des questions économiques (stratégies de chasse et de cueillette, fabrication d'outils), des critiques, des plaisanteries et des commérages (6 % du temps étant seulement consacré à raconter des histoires), alors que la nuit autour du feu, plus de 80 % des conversations sont des contes, souvent au sujet de personnes distantes ou bien appartenant au monde des esprits. Selon Wiessner, la domestication du feu par les chasseurs-cueilleurs a permis l'allongement du temps de veille, la vie nocturne centrée sur la réunion autour du foyer favorisant les interactions sociales et l'émergence des premières cultures humaines, par le chant, la danse, ou le fait de raconter des histoires et légendes.
Comme nouvelle source de chaleur le feu a certainement facilité la conquête de zones plus froides au nord de l'Europe.

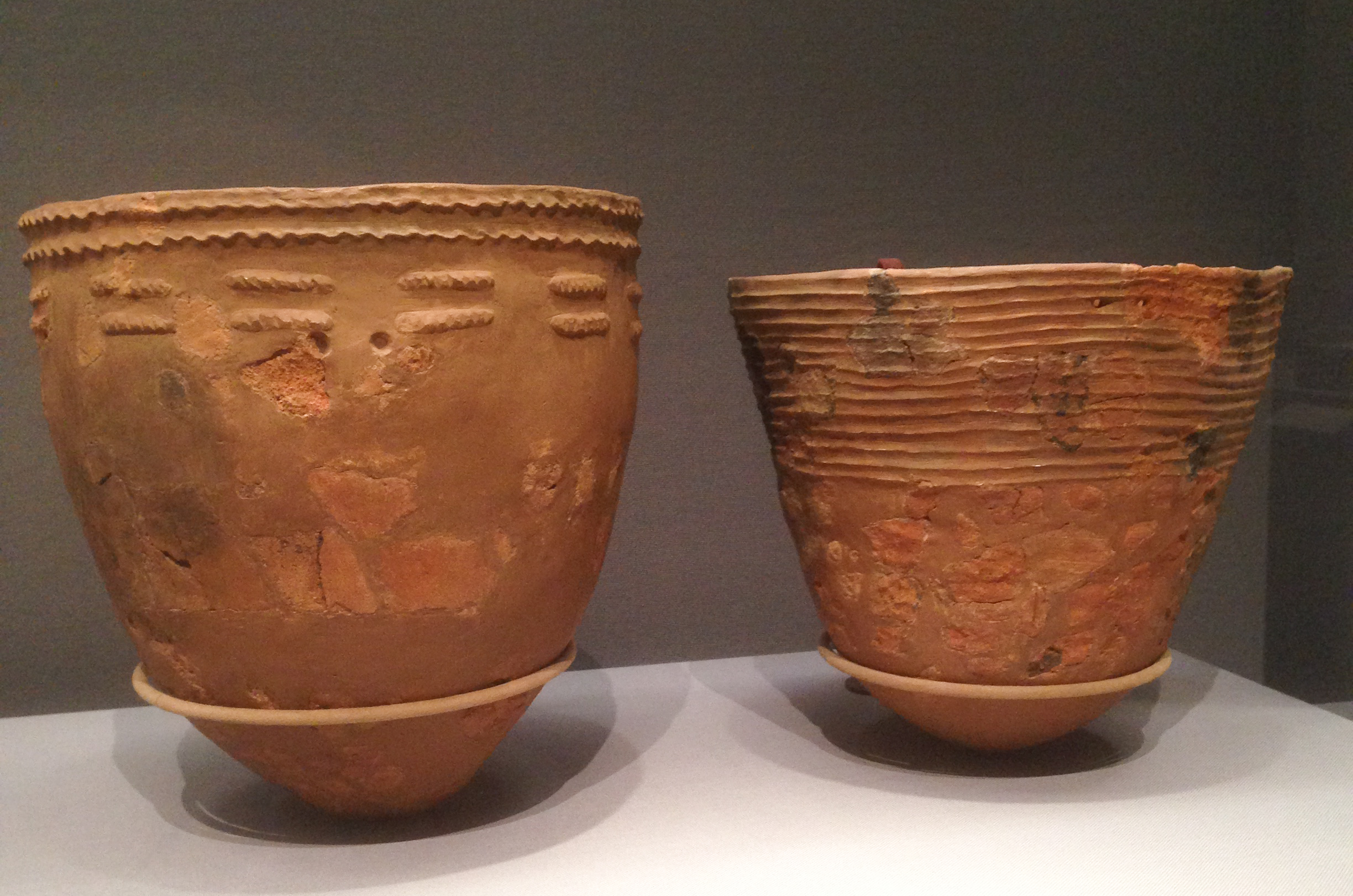
Bols en terre cuite du Jomon initial (-11000 à -7000), Japon.

Dès l'épipaléolithique, il permet l'élaboration de figurines et de vases en terre cuite en Extrème-Orient (période Jomon au Japon notamment), du plâtre et de la chaux au Proche-Orient (Kébarien, Natoufien).
Au Néolithique brûlis et écobuage ont facilité le défrichement et la mise en culture de nouvelles terres par des agriculteurs sédentarisés ou encore partiellement nomades.
Le feu permet la fabrication de poteries adaptées à la nouvelle alimentation (vaisselle), le travail de métaux natifs (cuivre, or) et enfin à l'Âge du Bronze, l’émergence de la métallurgie et l'élaboration de l'émail et du verre. Toutes ces dernières applications nécessitent une maîtrise avancée du feu obtenue par la construction de fours et fourneaux.
Voir aussi : Industries du feu au Néolithique proche-oriental

## Techniques

Production de feu, Vanuatu, 2005.

Les deux techniques traditionnelles de production de feu sont la friction de deux morceaux de bois (par sciage, par rainurage, par giration), et la percussion d'une pierre dure contre une autre. L'archéologie expérimentale a montré qu'un minerai de fer (sulfure de fer de type pyrite, marcassite) donne des étincelles efficaces, les minuscules fragments détachés produisant une réaction exothermique au contact de l'oxygène de l'air (propriété ignifiante par triboluminescence). L’idée qu'il serait possible de produire du feu avec deux silex est erronée : en effet, percuter un silex avec un autre provoque une étincelle lumineuse, mais celle-ci n'est pas éjectée et reste « froide ».
La tracéologie sur les objets lithiques et en bois met en évidence les traces de l'utilisation de ces techniques : stries d'usure caractéristiques sur les pierres, usure en « bois tourné » sur les forets.

## Datation

### Usage du feu
Certaines études font état de traces d'utilisation du feu par le genre Homo remontant à 1,7 million d'années (Ma). La présence de 270 os brulés dans la grotte de Swartkrans suggère l'utilisation du feu par les humains il y a 1 à 1,5 million d'années, mais l'absence de foyers localisés et aménagés ainsi que l'absence de charbon de bois fait supposer une utilisation temporaire et ponctuelle, probablement à partir de feux naturels, et non d'un feu maitrisé.
Une équipe américaine fait remonter des traces de feu à un million d'années dans la grotte de Wonderwerk, en Afrique du Sud (ossements calcinés et cendres de végétaux), mais l'étude ne permet pas de savoir si les humains de cette époque allumaient eux-mêmes un feu ou savaient seulement le conserver à partir d'incendies naturels (foudre, volcanisme). Le feu commencerait à être utilisé dès le Pléistocène inférieur mais pas encore domestiqué,,,.
À Koobi Fora, l'utilisation du feu pourrait remonter à 1,5 ou 1,6 million d'années et pourrait déjà être contrôlée.

### Contrôle du feu
La présence d'un foyer entretenu peut être prouvée sur différents sites archéologiques par une accumulation d'os d'animaux brulés et noircis, par les couches de cendres accumulées dans les sédiments, et par la présence d'une concentration de pierres affectées par une forte chaleur.
Le plus ancien site ayant livré des traces de foyers qui fasse l'objet d'un relatif consensus dans la communauté scientifique est le site de Gesher Benot Ya’aqov, au bord du Jourdain, en Israël, daté d'environ 790 000 ans,,. Les sites de Stranska Skala et de Přezletice, en Tchéquie, présentent des traces d'utilisation du feu estimées à environ 650 000 ans, mais sans preuves assurées que ce feu ait été contrôlé dans des foyers. Les preuves de foyers sont rares dans le monde durant la première moitié du Pléistocène moyen.
En Europe, plusieurs sites bien attestés ont été identifiés à partir d'environ 400 000 ans,. Le plus ancien allume-feu connu, datant de 400 000 ans, est attesté par un nodule ferreux percuté par un silex trouvé sur le site de Menez Dregan, dans le Finistère, en France.
En Afrique, des lames de silex chauffées dans des foyers ont été trouvées sur le site de Djebel Irhoud (Maroc), occupé par Homo sapiens il y a environ 300 000 ans. Le feu était utilisé régulièrement par Homo sapiens pour traiter thermiquement certaines roches siliceuses (silex, silcrète) afin d'augmenter leur aptitude à la taille pour la fabrication d'outils. Ce procédé est documenté dès environ 164 000 ans avant le présent sur le site de Pinnacle Point (Afrique du Sud).
Les sites ayant livré les plus anciens vestiges de foyers connus à ce jour sont (non exhaustif) :
- France :
  - Grotte de Tautavel (Pyrénées-Orientales) : 560 000 ans [38]
  - Menez Dregan, à Plouhinec (Finistère) : 400 000 ans
  - Terra Amata, à Nice (Alpes-Maritimes) : 380 000 ans
  - Grottes du Mas des Caves, à Lunel-Viel (Hérault) : 375 000 ans
  - Achenheim (Bas-Rhin) : 350 000 ans

- Europe :
  - Beeches Pit (Angleterre) : 414 000 ans[39]
  - Vértesszőlős (Hongrie) : 380 000 ans[39]
  - Bilzingsleben (Thuringe, Allemagne) : 370 000 ans[39]
  - Torre in Pietra (Italie)
  - Solana del Zamborino (Espagne)

- Moyen-Orient :
  - Gesher Benot Ya’aqov (Galilée, Israël) : 790 000 ans
  - Grotte de Qesem (Israël) : 300 000 ans

- Afrique :
  - Djebel Irhoud, près de Safi (Maroc) : 300 000 ans

- Asie :
  - Zhoukoudian, près de Pékin (Chine) : 430 000 ans (site discuté)

## Accroissement du cerveau

### Avant le feu
En raison des composants indigestes de plantes tels que la cellulose brute et de l'amidon, certaines parties de la plante telles que les tiges, les feuilles matures, les racines élargies, et les tubercules n'auraient pas fait partie du régime alimentaire des humains avant l'avènement du feu. Au lieu de cela, la consommation de plantes aurait été limitée à des parties qui sont faites de sucres simples et de glucides telles que des graines, des fleurs et des fruits charnus. La présence de toxines dans certaines graines et dans les sources de glucides affectait également l'alimentation. Cependant, les glucosides cyanogénétiques, tels que ceux trouvés dans les graines de lin et le manioc, sont rendus non toxiques par la cuisson.
Les dents d'Homo ergaster ont montré un rétrécissement progressif au fil du temps (réduction du volume de la cavité orale, réduction de la mâchoire et de la dentition), ce qui indique que les membres de l'espèce auraient pu manger, avant d'accéder à la cuisson, des aliments attendris par découpage ou écrasement, tels que la viande et divers végétaux.
Le besoin de muscles masticateurs puissants, des muscles temporaux en particulier, a diminué, ce qui a libéré la pression exercée sur la boite crânienne. L'explication d'un premier développement du cerveau il y a 2 millions d'années chez Homo ergaster pourrait tenir au fait que ce dernier a appris à préparer la viande et les légumes-racines tubéreuses avant de les consommer.

### Après le feu
La cuisson de la viande mais surtout des légumes-racines tubéreuses agit comme une forme de « pré-digestion », permettant de consacrer moins d'énergie à la digestion de la viande, des tubercules, ou de protéines telles que le collagène. Le tube digestif a diminué, ce qui a permis d'octroyer plus d'énergie au cerveau humain. Ainsi, par comparaison, si l'humain moderne mangeait seulement des aliments crus et des produits alimentaires non transformés, il aurait besoin de manger 9,3 heures par jour afin d'alimenter son cerveau. Un régime essentiellement crudivore entraine à long terme une baisse de l'indice de masse corporelle, une aménorrhée chez les femmes.
Comme des neuroscientifiques l'ont montré, le nombre de neurones est directement corrélé à la quantité d'énergie (ou de calories) nécessaire pour alimenter le cerveau. En fournissant plus d'énergie au cerveau, la cuisson des aliments a donc permis de faire sauter un verrou physiologique et métabolique. Aujourd'hui, cet organe ne représente que 2 % de la masse corporelle des hommes modernes mais consomme 20 % de l'énergie basale nécessaire au corps humain.